# Bartomeu Ferriol i Boixerans
Bartomeu Ferriol i Boixerans fou un autor català del segle xviii que escriví sobre coreografia.
La seva obra més important fou publicada a Nàpols el 1745: Reglas útiles para los aficionados a danzar. D'aquesta obra, el 2008 se'n va presentar un treball d'investigació a la Universitat de València, realitzat per José Vicente Sales i dirigit per Antoni Tordera.